# Katia Elliott
Katia Valentina Elliott, también Elliott Bendz (23 de abril de 1970) es una periodista y escritora sueca nacida en Chile. Se hizo conocida como presentadora del espectáculo Va'kväll retransmitido por la Sveriges Television (SVT) en 2002. Desde 2006 Katia trabaja en SVT Nyheter, mayoritariamente como periodista de ciencia pero también presentó muchos espacios de noticias. 
Es odontóloga graduada del Instituto Karolinska. Estudió periodismo en la Universidad de Estocolmo.